# Nathalie Gulbis

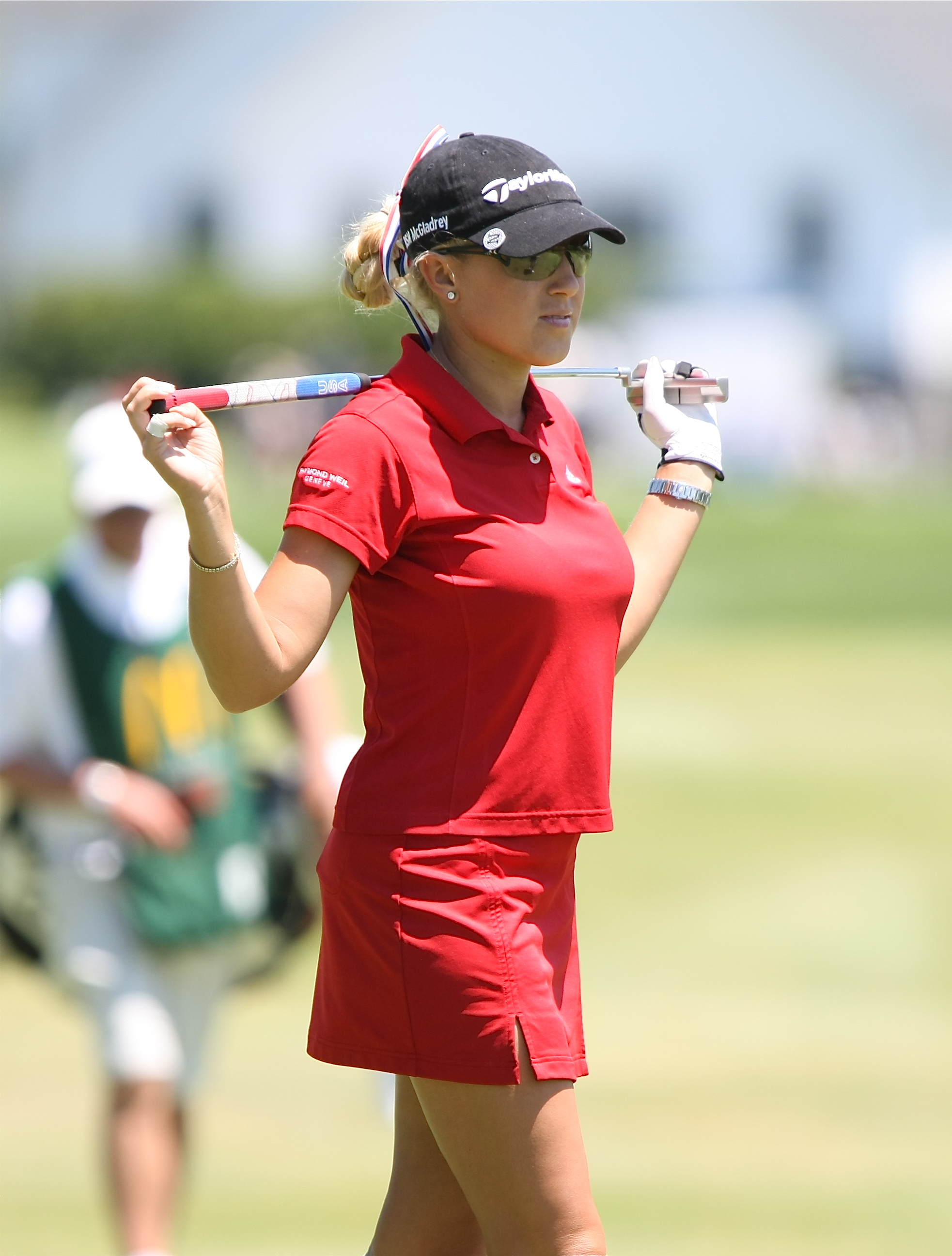
Nathalie Gulbis

Nathalie Gulbis (Sacramento (Californië), 7 januari 1983) is een Amerikaanse golfprofessional.
Als 4-jarig meisje gaat Gulbis mee met haar vader naar de golf. Ze is meteen enthousiast en blijkt zoveel aanleg te hebben dat ze op 7-jarige leeftijd haar eerste wedstrijd wint. Als ze 10 jaar is, speelt ze regelmatig onder par. Gulbis heeft aan de Universiteit van Arizona gestudeerd en woont nu in Las Vegas (Nevada), waar ze op de The Falls Golf Course speelt.

## Amateur
Op 14-jarige leeftijd wint Gulbis het Dames Amateur in Californië. Later dat jaar kwalificeert zij zich voor een toernooi van de Amerikaanse PGA Tour en mag meespelen op de 'Long Drugs Challenge'. Vijf jaar lang blijft ze de jongste speelster die ooit zo'n kwalificatie heeft gehaald. In 1998 wint ze het US Amateur Kampioenschap Dames.

## Professional
Haar coach is Butch Harmon. In 2001 wordt Gulbis professional en eindigt op een derde plaats bij de Tourschool, waardoor ze voor 2002 een spelerskaart krijgt voor de Amerikaanse Tour. Ze eindigt vaak in de top en bereikt in 2005 haar eerste $ 1.000.000. In 2005 en 2007 wordt haar gevraagd in het Amerikaanse team op de Solheim Cup te spelen.
In zes seizoenen is ze 152 keer in de top-10 geëindigd. Men noemt haar op de Tour wel 'de beste speelster zonder overwinning'. Aan zes jaren zonder overwinning komt in 2007 een einde. Nathalie Gulbis behaalt haar eerste overwinning op de Evian Masters, een van de top-toernooien van de Europese én Amerikaanse Tour. De Evian Masters is uniek in de zin dat daar de top 10 speelsters van vorig jaar spelen, en de tourwinnaressen op de LPGA en LET in 2007 en de top van de Rolex Ranking. Het prijzengeld is ook top, 3.200.000 dollar.

## Fotomodel
Gulbis is een veelzijdige vrouw. Naast golfer is zij ook fotomodel voor sportkleding en verder is ze presentatrice op haar eigen talkshow. Als een kalender voor 2005 op de markt komt met haar foto's, net voor het US Open voor dames, wordt de verkoop van de kalender tijdens het toernooi verboden door de LPGA.

## The Nathalie Gulbis Foundation
In 2005 heeft ze met golf haar eerste $ 1.000.000 verdiend en richt ze een stichting op. Ze wil met golf veel geld verdienen en net als Andre Agassi dat geld aan goede doelen besteden. Zo wil ze graag een 'Boys & Girls Club' oprichten in Sacramento.